# Eastern Basketball Association 1972-1973
La stagione EBA 1972-73 fu la 27ª della Eastern Basketball Association. Parteciparono 7 squadre in un unico girone.
Rispetto alla stagione precedente si aggiunsero i Garden State Colonials. I Trenton Pat Pavers si spostarono a Hamilton, cambiarono nome in Hamilton Pat Pavers. Gli Hazleton Bits si trasferirono a Hamburg, diventando gli Hamburg Bullets. Si spostarono poi a stagione in corso a Hazleton, diventando gli Hazleton Bullets.

## Squadre partecipanti
- Allentown Jets
- G.S. Colonials
- Hamburg Bullets/ Hazleton Bullets
- Hamilton P. Pavers
- Hartford Capitols
- Scranton Apollos
- Wilkes-B. Barons

## Classifica
| Squadra                  | V  | P  | %    | GB |
| ------------------------ | -- | -- | ---- | -- |
| Hartford Capitols        | 25 | 7  | 78,1 | -  |
| Wilkes-Barre Barons      | 22 | 10 | 68,8 | 3  |
| Scranton Apollos         | 20 | 12 | 62,5 | 5  |
| Allentown Jets           | 15 | 17 | 46,9 | 10 |
| Garden State Colonials   | 13 | 19 | 40,6 | 12 |
| Hamilton Pat Pavers      | 11 | 19 | 36,7 | 13 |
| Hamburg/Hazleton Bullets | 4  | 26 | 13,3 | 20 |

## Play-off

### Semifinali
|  | Hartford Capitols | 122 – 111 | Allentown Jets |  |

|  | Hartford Capitols | 115 – 108 | Allentown Jets |  |

|  | Wilkes-Barre Barons | 114 – 106 | Scranton Apollos |  |

|  | Wilkes-Barre Barons | 125 – 113 | Scranton Apollos |  |

### Finale
|  | Hartford Capitols | 115 – 110 | Wilkes-Barre Barons |  |

|  | Wilkes-Barre Barons | 119 – 109 | Hartford Capitols |  |

|  | Wilkes-Barre Barons | 132 – 128 | Hartford Capitols |  |

|  | Hartford Capitols | 120 – 117 (d.3t.s.) | Wilkes-Barre Barons |  |

|  | Wilkes-Barre Barons | 120 – 112 | Hartford Capitols |  |

### Tabellone
|  | Semifinali | Semifinali   | Semifinali   |              |          | Finale   | Finale | Finale |  |
|  |            |              |              |              |          |          |        |        |  |
|  | 1          | Hartford     | 2            |              |          |          |        |        |  |
|  | 1          | Hartford     | 2            |              |          |          |        |        |  |
|  | 4          | Allentown    | 0            |              |          |          |        |        |  |
|  | 4          | Allentown    | 0            |              | Hartford | Hartford | 2      |        |  |
|  |            |              |              |              | Hartford | Hartford | 2      |        |  |
|  |            |              | Wilkes-Barre | Wilkes-Barre | 3        |          |        |        |  |
|  | 3          | Scranton     | Wilkes-Barre | Wilkes-Barre | 3        | 0        |        |        |  |
|  | 3          | Scranton     |              |              |          |          |        |        |  |
|  | 2          | Wilkes-Barre | 2            |              |          |          |        |        |  |

## Vincitore
| Campione EBA 1973               |
| ------------------------------- |
| Wilkes-Barre Barons (7º titolo) |

## Premi EBA
- EBA Most Valuable Player: Ed Johnson, Hartford Capitols
- EBA Rookie of the Year: Vincent White, Garden State Colonials